# 条叶岩风
条叶岩风（学名：Libanotis lancifolia）是伞形科岩风属的植物，为中国的特有植物。分布在中国大陆的山西、河南、陕西、河北等地，生长于海拔400米至1,100米的地区，多生在向阳草坡、灌木丛中以和山谷岩石陡坡上，目前尚未由人工引种栽培。模式标本采自峡西华阴。

## 别名
岩风（陕西华县、灵宝），黑风（河北内邱）